# Charles Cousin-Montauban

Comte de Palikao (1862)

Charles-Guillaume-Marie-Apollinaire-Antoine Cousin-Montauban, comte de Palikao (* 24. Juni 1796 in Paris; † 8. Januar 1878 in Versailles) war ein französischer Général de division und Staatsmann. Er war Oberkommandierender des französischen Expeditionskorps in China, das 1860 Peking einnahm, und vom 9. August bis 4. September 1870 Premier- und Kriegsminister des zusammenbrechenden zweiten Kaiserreichs.

## Leben
Cousin-Montauban war der uneheliche Sohn der Tochter des 1825 verstorbenen Generals de Launay de Picardois. Er trat 1814 in die Armee ein, wurde 1818 Lieutenant im 2e régiment de cuirassiers (2. Kürassierregiment), ging 1824 zur Artillerie, später zu den Jägern über und diente von 1831 bis 1857 in Algerien, wo er sich wiederholt auszeichnete. 1847 nahm er als Colonel eines Regiments der Chasseurs d’Afrique Abd el Kader gefangen. 1851 wurde er Général de brigade, 1855 Général de division, 1857 nach Frankreich zurückgerufen und zum Kommandeur der 21. Division in Limoges ernannt.
1858 wurde er nach Rouen berufen und erhielt dort in den letzten Tagen des Jahres 1859 den Befehl des Kaisers, die Führung des französischen Teils der vereinten britisch-französischen Expeditionsarmee zu übernehmen, die China zur Einhaltung des Abkommens von Tianjin (Tientsin) zwingen sollte (→ Zweiter Opiumkrieg). 1860 er schiffte sich dorthin ein. Er schlug am 12. August die Chinesen bei Sinko, erstürmte Tangku, siegte, mit den Engländern vereint, bei Tschangkiahuang (13. September) und am 21. September bei Baliqiao (八里桥, frz.: Palikao), einer Stadt bei Peking. Am 12. Oktober nahm er Peking ein. Die Plünderung und Brandschatzung der Sommerresidenz des Kaisers von China (in Reaktion auf die Folter und Ermordung britischer Diplomaten im Keller dieses Palastes, die zu einer Schein-Vertragsunterzeichnung eingeladen waren), bei der Cousin-Montauban sich sehr bereicherte, führte zu weltweiter Empörung. Nach Frankreich zurückgekehrt wurde er dennoch als Held empfangen. Napoleon III. verlieh ihm die Senatorwürde und 1862 den Titel eines Grafen von Palikao. Eine Dotation von jährlich 50.000 Franc lehnte das corps législatif wegen der Plünderung aber ab. Cousin-Montauban wurde durch die Zahlung von 600.000 Franc aus der chinesischen Kriegsentschädigung schadlos gehalten. 1865 übernahm er das Kommando des 4. Armeekorps in Lyon, bei dessen Ausbildung er außergewöhnliche Energie und Organisationstalent zeigte.
Bei Ausbruch des Deutsch-Französischen Krieges erhielt er kein Frontkommando. Am 9. August spätabends wurde er vom Ministerpräsidenten Émile Ollivier auf Befehl der Kaiserin-Regentin Eugenie nach Paris gerufen und in der laufenden Beratung des Ministerrates anstelle von Edmond Lebœuf zum Kriegsminister ernannt. Unmittelbar danach trat die gesamte bisherige Regierung zurück, so dass der bisher der Politik gänzlich fremde General plötzlich dienstältester Minister war und als solcher an die Spitze des neuen, im Parlament bereits vorher ausgehandelten rein bonapartistischen Kabinetts (des sogen. Mameluckenministeriums) trat, in dem er selbst das Kriegsministerium übernahm. Obwohl er sofort mit großem Erfolg mit der Reorganisation der Landesverteidigung und der Aufstellung neuer Armeekorps begann, konnte er den Zusammenbruch des Kaiserreiches nicht mehr aufhalten.
Von der republikanischen Revolution aus dem Amt gedrängt, floh er nach Belgien und zog sich ins Privatleben zurück.
1871 erschien er vor einer parlamentarischen Untersuchungskommission und veröffentlichte im selben Jahr die Schrift Un ministère de la guerre de vingt quatrejours (Paris 1871), in der er seinen Plan des Marsches der Mac-Mahonschen Armee über Sedan nach Metz, dessen Ausführung er während seiner kurzen Amtszeit noch zu erzwingen versuchte, als einziges Mittel verteidigte, das Frankreich noch hätte retten können.
Charles Guillaume Marie Cousin-Montauban starb am 8. Januar 1878 in Versailles.